# Love and War (album de Tamar Braxton)
Pour les articles homonymes, voir Love and War.
Albums de Tamar Braxton
Tamar
(2000) Winter Loversland
(2013)
Singles
1. Love and War
Sortie : 6 décembre 2012
2. The One
Sortie : 7 mai 2013
3. All the Way Home
Sortie : 21 août 2013
4. Hot Sugar
Sortie : 17 octobre 2013

Love And War est le second album de la chanteuse américaine Tamar Braxton, sorti le 3 septembre 2013.
Les principaux thèmes de album sont : la romance, le féminisme, la persévérance, l'espoir et la relation entre les hommes et les femmes.
L'album Love And War débute à la seconde place du Billboard en se vendant à 138 000 exemplaires dès la 1re semaine de sa sortie, avant de s'ériger à la 1re place de ce classement.
L'album génère quatre singles : Love and War, qui arrive directement à la 1re place du classement itunes, The One, qui arrive au second rang du Billboard Adult R&B Song, All the Way Home, qui s’érige à la 8e place du Billboard Adult R&B Songs et Hot Sugar, qui arrive à la 10e place du Billboard Hot R&B Songs.
De par son succès, l’opus est alors nommé trois fois aux Grammy Awards et dans d’autres cérémonies telles que les Soul Train Music Awards et les BET Awards,, remportant au passage, plusieurs récompenses dans ces deux cérémonies.

## Historique
Après l'échec de son 1er album Tamar, paru en 2000, le label, insatisfait de cette performance, décide donc de se séparer de Tamar.
Tamar Braxton a travaillé sur de nombreux projets solos durant ces années, en signant sur des labels tels que Casablanca Records et Universal Records, aboutissant à de nombreuses annulations.
En 2011, elle participe avec ses sœurs dont elle avait formé le groupe The Braxtons à leur propre télé-réalité nommée Braxton Family Values.
L'émission, étant un succès, la remet sous les feux des projecteurs et en septembre 2012, les médias annonce que Tamar Braxton a signé un contrat d'enregistrement avec Streamline Records, le label de Interscope Records, fondé par son mari Vincent.

## Composition
Les principaux thèmes de album sont : la romance, le féminisme, la persévérance, l'espoir et la relation entre les hommes et les femmes.

## Singles
Le 6 décembre 2012, elle publie Love and War, 1er extrait de l'album. Le titre arrive directement à la 1re place du classement itunes, s’érige à la 57e position du Billboard Hot 100 et au 13e rang du Billboard Hot R&B/Hip-Hop Songs. La vidéo en noir et blanc, qui illustre la chanson, démontre Tamar en train de chanter dans sa maison puis en train de batifoler avec son petit ami, est réalisée par Walid Azami. Tamar Braxton Love & War vidéo officielle Youtube
Le 7 mai 2013, elle sort le second single de l’opus, nommé The One, qui arrive à la 34e place du Billboard Hot R & B / Hip-Hop Songs et au second rang du Billboard Adult R&B Song et 10e au Billboard Hot R&B Songs. La vidéo musicale qui accompagne la chanson est réalisée par Gill Green. Il y démontre Tamar et son petit ami en train de s’amuser dans une fête foraine. Tamar Braxton The One vidéo officielle sur Youtube.com
Le 21 aout 2013, elle commercialise un troisième single intitulé All the Way Home. Le titre s’érige à la 8e place du Billboard Adult R&B Songs et à la 37e place du Billboard Hip-Hop / R&B Songs. Le vidéoclip qui agrémente la chanson, dévoile Tamar en train de se disputer avec son petit ami puis de se réconcilier. Tamar Braxton All The Way Home vidéo officielle sur Youtube
Le 17 octobre 2013, elle sort le single Hot Sugar. Le titre arrive à la 10e place du Billboard Hot R&B Songs. La vidéo qui illustre la musique, est réalisée par Steven & Dennis et Tamar Braxton. Il y démontre plusieurs scènes ou Tamar habillé en noir, très classe, est en train de danser de manière très sexy. Tamar Braxton Hot Sugar vidéo officielle sur Youtube

## Performance commerciale
L'album Love And War débute à la seconde place du Billboard en se vendant à 138 000 exemplaires dès la 1re semaine de sa sortie, avant de s'ériger à la 1re place de ce classement.

## Récompenses et nominations
Grâce à son succès, l’opus est alors nommé trois fois aux Grammy Awards et dans d’autres cérémonies telles que les Soul Train Music Awards et les BET Awards,, remportant au passage, plusieurs récompenses dans ces deux cérémonies.

## Liste des titres et formats
| 1.    | The One          | K.E. on the Track                             | 2:53 |
| 2.    | Tip Toe          | Da Internz                                    | 2:57 |
| 3.    | Stay and Fight   | - C. "Tricky" Stewart - Kuk Harrell - Braxton | 4:00 |
| 4.    | Love and War     | DJ Camper                                     | 4:02 |
| 5.    | All the Way Home | - The Underdogs - Daley                       | 4:22 |
| 6.    | One on One Fun   | - Diplo - Hunte                               | 1:56 |
| 7.    | She Did That     | Da Internz                                    | 1:17 |
| 8.    | Hot Sugar        | Kyle "K2" Stewart II                          | 3:33 |
| 9.    | Pieces           | - Cox - SCMG - Dean - Sewell                  | 3:39 |
| 10.   | Where It Hurts   | - Cox - SCMG - Smith                          | 3:45 |
| 11.   | Prettiest Girl   | - Oliver - Rogers - Mack                      | 4:10 |
| 12.   | Sound of Love    | Rico Beats                                    | 4:07 |
| 13.   | White Candle     | - Mobley - Mack                               | 4:16 |
| 14.   | Thank You Lord   | - Young Fyre                                  | 3:20 |
| 48:17 |                  |                                               |      |

| Best Buy bonus track | Best Buy bonus track | Best Buy bonus track | Best Buy bonus track | Best Buy bonus track | Best Buy bonus track | Best Buy bonus track | Best Buy bonus track | Best Buy bonus track | Best Buy bonus track |
| No                   | Titre                | Producer(s)          | Durée                |                      |                      |                      |                      |                      |                      |
| -------------------- | -------------------- | -------------------- | -------------------- | -------------------- | -------------------- | -------------------- | -------------------- | -------------------- | -------------------- |
| 15.                  | Black Tears          | D'Mile               | 4:09                 |                      |                      |                      |                      |                      |                      |
| 52:26                |                      |                      |                      |                      |                      |                      |                      |                      |                      |

## Classement hebdomadaire
| Chart (2013)              | Peak position |
| ------------------------- | ------------- |
| Royaume-Uni               | 34            |
| US Billboard 200          | 2             |
| US Top R&B/Hip-Hop Albums | 1             |

## Awards et nominations
| Year | Award                   | Category                                                      | Result     |
| ---- | ----------------------- | ------------------------------------------------------------- | ---------- |
| 2013 | BET Awards              | Best Female R&B/Pop Artist                                    | Nomination |
| 2013 | BET Awards              | Centric Award                                                 | Lauréat    |
| 2013 | Soul Train Music Awards | Best New Artist                                               | Nomination |
| 2013 | Soul Train Music Awards | Best R&B/Soul Female Artist                                   | Lauréat    |
| 2013 | Soul Train Music Awards | Song of the Year ("Love And War")                             | Lauréat    |
| 2013 | Soul Train Music Awards | The Ashford and Simpson Songwriter's Award ("Love And War")   | Lauréat    |
| 2013 | Soul Train Music Awards | Video of the Year ("Love And War")                            | Nomination |
| 2014 | Grammy Awards           | Grammy Award for Best Urban Contemporary Album (Love And War) | Nomination |
| 2014 | Grammy Awards           | Grammy Award for Best R&B Song ("Love And War")               | Nomination |
| 2014 | Grammy Awards           | Grammy Award for Best R&B Performance ("Love And War")        | Nomination |
| 2014 | BET Awards              | Best Female R&B/Pop Artist                                    | Nomination |